# Idioma dendi
El dendi es una lengua songhay se usa como lengua franca en el norte de Benín. Su distribución geográfica se centra en las zonas próximas al río Níger, hablándose en los departamentos de Donga y Alibori. Forma un continuo dialectal con el zarma y con el koyraboro senni, pero está muy influido por el bariba. Es una lengua tonal con cuatro tonos.

## Escritura
| Mayúsculas | A | B | C | D | E | Ɛ | F | G | GB | H | I | J | K | KP | L | M | N | NY | Ŋ | ŊM | O | Ɔ | P | R | S | T | W | Y | Z |
| Minúsculas | a | b | c | d | e | ɛ | f | g | gb | h | i | j | k | kp | l | m | n | ny | ŋ | ŋm | o | ɔ | p | r | s | t | w | y | z |

## Ejemplo
Artículo primero de la Declaración Universal de los Derechos Humanos en dendi:

Asariya sinte :

Aduniya kuna n gu ibuna damayo hɛi nɔ dei-dei nn daama nna n burucinitɛrɛ fɔ, n lasabu nna laakari ya nam nn mɔ huro cɛrɛ kuna nyanze tɛrɛ bɔŋɔɔ.